# Burcht Tringenstein
De Burcht Tringenstein (Duits: Burg Tringenstein) is de ruïne van een hoogteburcht op 532 m boven NN boven het dorp Tringenstein, in de gemeente Siegbach, in de Lahn-Dill-Kreis, in de Duitse deelstaat Hessen.

## Geschiedenis
In een oorkonde van 23 maart 1356 wordt voor het eerst de nieuwe burcht Burg Tringenstein genoemd. Deze is vermoedelijk identiek met de Burg Murstein die in een oorkonde uit 1352 vermeld werd. Deze nieuwe burcht werd op bevel van Adelheid van Vianden, de weduwe van graaf Otto II van Nassau-Siegen, in 1350/51, als tegenmaatregel tegen de nieuwe Hessische Burcht Neu-Dernbach, op de berg Murstein gebouwd. De burchtberg was in bezit van de heren von Bicken. Tegelijkertijd met de burcht ontstond het dorp Tringenstein.
De Burcht Tringenstein werd de zetel van het Ambt Tringenstein, met een ambtman, de tegenhanger van het direct aangrenzende Hessische Ambt Blankenstein met zijn zetel in de Burcht Blankenstein bij Gladenbach. Verder diende de burcht in het grafelijke jachtgebied in het Schelderwald ook als jachtslot.
Tegen het einde van de 15e eeuw was de Burcht Tringenstein, na de uitbreiding door graaf Johan IV van Nassau-Siegen, zelfs enige tijd de residentie van o.a. gravin Elisabeth van Hessen-Marburg, de echtgenote van graaf Johan V van Nassau-Siegen. Ook aan het begin van de Dertigjarige Oorlog resideerden de graven van Nassau-Dillenburg er voor langere tijd.
Toen in 1725 het Ambt Tringenstein met het Ambt Ebersbach werd gefuseerd, verhuisde de laatste ambtman van Tringenstein zijn zetel naar Ebersbach.
Daarna was de burcht, op de burchtdienaar na, onbewoond, en zonder verdere functie. Na het uitsterven van het Huis Nassau-Dillenburg in 1739 had niemand nog interesse in de burcht. In de jaren 1773 en 1774 werd alles van de burcht verkocht “dat aan roof werd blootgesteld”. Het gebouw stond leeg en verviel. De hoofdburcht werd in 1839 wegens instortingsgevaar gesloopt. Daarna werd de burcht als steengroeve gebruikt en geleidelijk aan afgebroken.
Tegenwoordig zijn er slechts enkele muurresten en een model van de burcht op de burchtberg te zien.

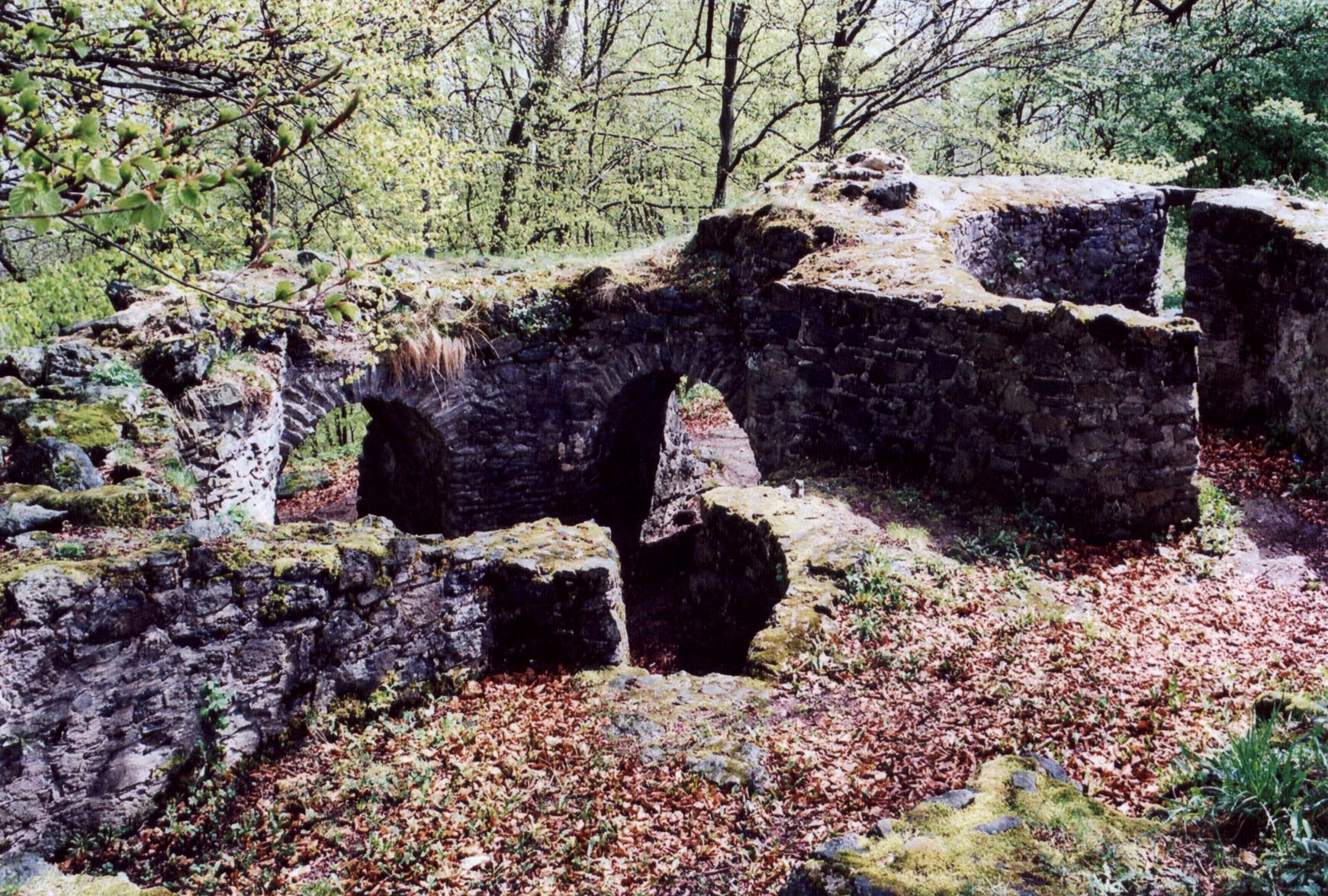
Muurresten van de burcht
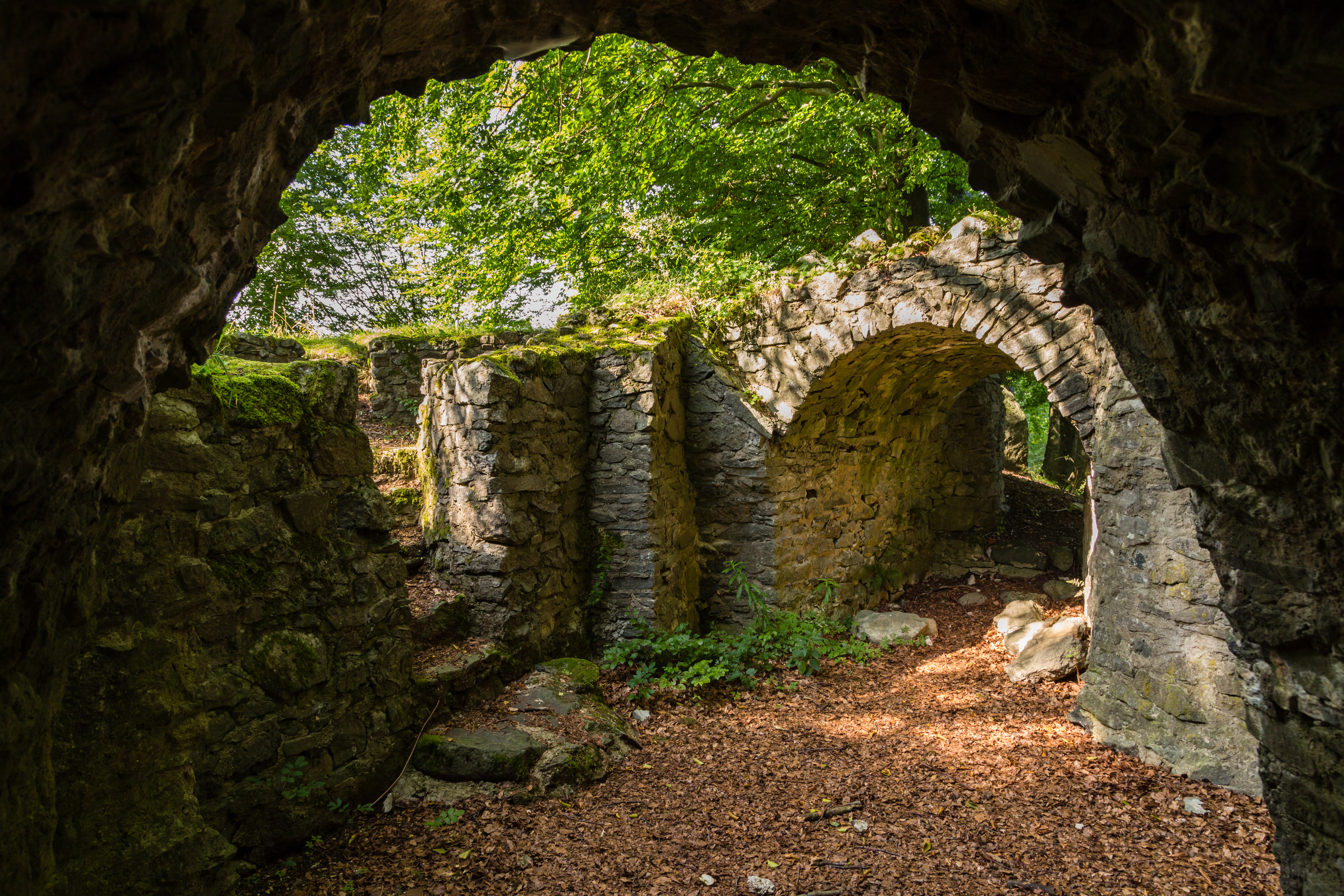
Muurresten van de burcht
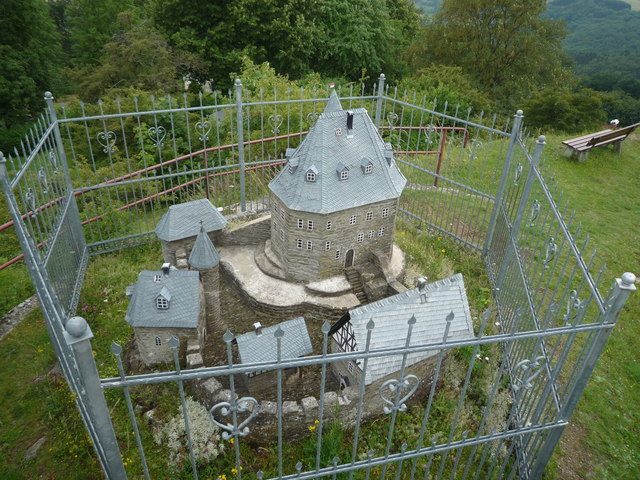
Model van de burcht op de burchtberg